# Paraugaptilus buchani
Paraugaptilus buchani is een eenoogkreeftjessoort uit de familie van de Arietellidae. De wetenschappelijke naam van de soort is voor het eerst geldig gepubliceerd in 1904 door Wolfenden.